# 서궁마마
《서궁마마》는 1982년 5월 6일부터 1982년 7월 30일까지 방영된 MBC 여인열전 두 번째 시리즈이다.

## 출연
- 김용선 : 서궁마마(인목대비) 역
- 이덕화 : 광해군 역
- 김보연 : 개시 김 상궁 역
- 이효춘 : 빈궁 역
- 김애경 : 인빈 김씨 역
- 김무생 : 임해군 역
- 김용림 : 변 상궁 역

## 결방
- 1982년 5월 20일부터 5월 21일까지 특집극 《실록 한미 100주년》의 방송으로 인해 결방하였다.